# Itanura brasiliensis
Genre
Espèce
Synonymes
- Neanura brasiliensis Arlé, 1960

Itanura brasiliensis, unique représentant du genre Itanura, est une espèce de collemboles de la famille des Neanuridae.

## Distribution
Cette espèce est endémique du Brésil. Elle se rencontre au Minas Gerais et dans l'État de Rio de Janeiro.

## Description
Itanura brasiliensis mesure de 0,50 à 1,01 mm.

## Publications originales
- Arlé, 1960 : Collembola Arthropleona do Brasil oriental e central. Arquivos do Museu Nacional, vol. 49, p. 155-211.
- Queiroz & Deharveng, 2015 : New genus, new species and new record of Neanurinae (Collembola, Neanuridae) for the Neotropics. Zootaxa, no 4020(1), p. 134-152.